# Atlantis (Stargate)
Atlantis és una nau estel·lar i ciutat fictícia de la franquícia televisiva Stargate. Esdevé l'escenari principal de la sèrie de televisió Stargate Atlantis (2004-2009), i ha estat representada a Stargate SG-1, així com en diverses ficcions i seqüeles. A la sèrie, Atlantis va ser construïda fa milions d'anys pels Ancians fa alguns milions d'anys en el planeta Terra i que va ser abandonada i enfonsada en el fons de l'oceà fa 10.000 anys, i que finalment van abandonar la ciutat a la distant galàxia de Pegàs. El 2004, després que SG-1 descobrís la ubicació de la ciutat, Elizabeth Weir , que havia substituit l'actriu Jessica Steen, va liderar una expedició civil i militar, establint una base d'operacions a la ciutat.

## Història

### Antiga
Atlantis era la base dels antics en el planeta Terra i una de les més important de la Via Làctia, a causa d'una plaga que els antics estaven patint a la galàxia, alguns van decidir fugir fa diversos milions d'anys (uns 10 aproximadament) emportant-se amb ells l'Atlantis (que és una nau espacial a més a més d'una ciutat) cap a la galàxia Pegasus, un cop establerts, van crear vida a tots els planetes els quals es podia donar vida i creant una nova xarxa de stargates, no obstant per culpa dels wraith, els quals tot i tenir una tecnologia molt inferior a la dels antics, els van poder guanyar gràcies a l'avantatge numèrica.
Durant molts anys van estar lluitant contra els wraith i tot que sempre guanyaven totes les batalles, la guerra era impossible, ja que per cada wraith que mataven sortien dos més. Al final només va quedar Atlantis d'en peus i es va veure obligada a submergir-se sota el mar i els atlantians ha abandonar la ciutat per sempre més.

### Actualment
Durant els següents 10.000 anys la ciutat va perdurar en silenci sota el mar fins que va arribar l'Expedició Atlantis,enviada des del Comando Stargate autoritzats pel general Jack O'Neill per buscar avanços tecnològics que els permetin defensar dels goa'ulds i dels replicants. Quan aquesta expedició arriba a la ciutat, se la troben tal com els antics l'havien deixar, tot i que els 3 ZPM estaven quasi esgotats, quan van arribar van disparar la poca energia que hi havia fent que la ciutat sortís a la superfície gràcies a un mecanisme de seguretat que tenia la ciutat.